# Star Wars: The Old Republic
Star Wars: The Old Republic (SWTOR) är ett MMORPG-spel utvecklat av Bioware. Spelet offentliggjordes vid en presskonferens den 21 oktober 2008 och släpptes den 20 december 2011. 

## Handling
Spelet är baserat i Star Wars-universumet. Handlingen är förlagd till 300 år efter Star Wars: Knights of the Old Republic och över 3 500 år innan Star Wars-filmerna. Jediriddarna hålls ansvariga för Sith-imperiets framgångar under det 28-åriga stora galaktiska kriget (Great Galactical War) och flyttar därför från Coruscant till Tython där Jedi-orden grundades, för att söka hjälp med Kraften. På Korriban ligger Sith-akademin, som övergavs kort efter Darth Revans äventyr i Knights of the Old Republic. Akademin kan besökas i dess övergivna tillstånd i Star Wars: Knights of the Old Republic II: The Sith Lords. I The Old Republics början uppstår nya konflikter som utgör storyn under spelets gång.

## Gameplay
Spelaren antar rollen som medlem i en av de två rivaliserande fraktionerna i spelet, den Galaktiska republiken (Galactic Republic) och Sith-imperiet (Sith Empire). Men även spelarens moral kommer att påverka storyn - en nyckeldel i spelet är att spelaren har möjlighet att göra egna moraliska val i olika situationer. Spelarens val förändrar storylinen och påverka också spelarnas NPC-kompanjoner såväl som vilka framtida val spelaren kan göra samt avgör den slutliga karaktären. Spelets utvecklare har sagt att spelet har ett större fokus på storyn än något annat tidigare MMORPG-spel. Varje figur i spelet har en komplett ljudinspelad dialog för att förstärka spelkänslan, och interaktion med NPC-figurer har ett dialogsystem snarlikt det som används i Mass Effect-trilogin. Spelare kan välja mellan ett antal olika NPC:er att ha som kompanjon, men att tillbringa mycket tid med en specifik kompanjon kan ge fördelar, och spelaren kan även ingå en romans med en del NPC:er. Det finns en möjlighet för spelaren att misslyckas grovt i sina interaktioner med NPC:er om spelaren misslyckas att uppfylla kompanjonens förväntningar.
Varje sida har fyra sorts klasser, varje med en egen unik historia och utvecklande storyline, som ändras beroende på spelarnas val. Klasserna är också exklusiva till sin egen sida. De klasser som är tillgängliga i spelet är: Trooper, Smuggler, Jedi Knight och Jedi Consular för den Galaktiska republiken, och Bounty Hunter, Sith Warrior, Imperial Agent och Sith Inquisitor för Sith-imperiet. Spelaren kan välja mellan ett antal olika raser (utöver vanliga människor) som finns i Star Wars-universumet, exempelvis Twi'lek, Zabrak eller Miraluka. Spelare kan specialisera sin karaktär ytterligare genom ett "advanced class"-system, där varje klass har två val. The Old Republic använder även ett "cover"-system, något som inte använts i många liknande spel.
Rymdstriderna är i så kallade "tunnel shooter"-stil, även kallad shoot 'em up. Jake Neri, producent på LucasArts, sade om rymdstriderna att målet var "att fånga den mest cinematiska upplevelse de kan, och att spelaren ska känna sig som en del av en Star Wars-film".

## Utveckling
The Old Republic utgjorde Biowares första spel på MMORPG-marknaden., och var den andra Star Wars MMORPG, efter Star Wars Galaxies. Bioware hade länge velat göra en MMORPG, men väntat tills de fick rätt förutsättningar. En stor del av spelet fokuserar på att utveckla figurers individuella historier, och i oktober 2008 ansåg Bioware att detta spel skulle ha längre storyline än alla deras tidigare spel tillsammans.. Tolv personer arbetade heltid med att skapa spelets story sedan 2006..

## Röstskådespelare
Spelarfigurer
- Tom Spackman—Bounty Hunter (Manlig)/Olika röstroller[9]
- Grey DeLisle—Bounty Hunter (Kvinnlig)/Olika röstroller[9]
- Bertie Carvel—Imperial Agent (Manlig)[9]
- Jo Wyatt—Imperial Agent (Kvinnlig)[9]
- David Hayter—Jedi Knight (Manlig)/Olika röstroller[9]
- Kari Wahlgren—Jedi Knight (Kvinnlig)[9]
- Nolan North—Jedi Consular (Manlig)/Olika röstroller[9]
- Athena Karkanis—Jedi Consular (Kvinnlig)/Olika röstroller[9]
- Euan Morton—Sith Inquisitor (Manlig)/Olika röstroller[9]
- Xanthe Elbrick—Sith Inquisitor (Kvinnlig)/Olika röstroller[9]
- Mark Bazeley—Sith Warrior (Manlig)/Olika röstroller[9]
- Natasha Little—Sith Warrior (Kvinnlig)/Olika röstroller[9]
- Maury Sterling—Smuggler (Manlig)/Olika röstroller[9]
- Kath Soucie—Smuggler (Kvinnlig)/Olika röstroller[9]
- Brian Bloom—Trooper (Manlig)/Olika röstroller[9]
- Jennifer Hale—Trooper (Kvinnlig)/Master Satele Shan/Bastila Shan/Olika röstroller[9]

NPC-figurer
- Stacy Haiduk—Akaavi Spar/Olika röstroller[9]
- Steven Jay Blum—Andronikos Revel/Baron Deathmark/Olika röstroller[9]
- Timothy Omundson—Aric Jorgan/Olika röstroller[9]
- Azura Skye—Ashara Zavros/Olika röstroller[9]
- Troy Hall—Corso Riggs/Olika röstroller[9]
- Andrew Bowen—Archiban Frodrick Kimble/Olika röstroller[9]
- Anthony Cochrane—Eckard Lokin/Olika röstroller[9]
- Moira Quirk—Elara Dorne/Olika röstroller[9]
- Georgia Van Cuylenburg—Ensign Raina Temple/Olika röstroller[9]
- Dion Graham—Felix Iresso/Olika röstroller[9]
- Daran Norris—Gault Rennow/Olika röstroller[9]
- Gary Schwartz—Languss Tuno/Olika röstroller[9]
- Kristoffer Tabori—HK-47/HK-51/Olika röstroller[9]
- Rachael Leigh Cook—Jaesa Willsaam/Olika röstroller[9]
- Tasia Valenza—Kaliyo Djannis/Olika röstroller[9]
- Laura Bailey—Kira Carsen/Olika röstroller[9]
- Adam Leadbeater—Lieutenant Pierce/Olika röstroller[9]
- Joseph Gatt—Lord Scourge/Olika röstroller[9]
- Jen Cohn—Lord Darth Zash/Olika röstroller[9]
- Edward Hibbert—Lt. Talos Drellik/Olika röstroller[9]
- Tom Kane—M1-4X/Narlock/Olika röstroller[9]
- Lacey Chabert—Mako/Olika röstroller[9]
- Richard Teverson—Malavai Quinn/Olika röstroller[9]
- Holly Fields—Nadia Grell/Olika röstroller[9]
- Tara Strong—Risha Drayen/Holiday/Olika röstroller[9]
- Deborah Kara Unger—SCORPIO/Olika röstroller[9]
- Ron Yuan—Sergeant Fideltin Rusk/Olika röstroller[9]
- Neil Kaplan—Skadge/Olika röstroller[9]
- David Anthony Pizzuto—Tanno Vik[9]/Sedyn Kyne[10]/Olika röstroller[9]
- Jamie Elman—Tharan Cedrax/Olika röstroller[9]
- Johnny Yong Bosch—Torian Cadera/Olika röstroller[9]
- Ifan Meredith—Vector Hyllus/Olika röstroller[9]
- Catherine Taber—Vette/Olika röstroller[9]
- Tony Armatrading—Xivhkalrainik/Olika röstroller[9]
- Troy Baker—Zenith/Olika röstroller[9]
- Dude Walker—Ardun Kothe[9]/Stansun[10]/Olika röstroller[9]
- Victor Slezak—Bengel Morr/Olika röstroller[9]
- Norm Woodel—Braden/Olika röstroller[9]
- Michael Gregory—Commander Harron Tavus[9]/Nomen Karr[10]/Olika röstroller[9]
- Jim McCance—Darth Baras/Olika röstroller[9]
- Stephen Rashbrook—Darth Jadus/Olika röstroller[9]
- Jamie Glover—Darth Malgus/Olika röstroller[9]
- Jeff Bennett—Revan/Olika röstroller[9]
- Kate Weiman—General Elin Garza/Olika röstroller[9]
- Timothy Watson—General Arkos Rakton/Overseer Harkun/Olika röstroller[9]
- Maurice LeMarche—General Var Suthra/Olika röstroller[9]
- Kevin Michael Richardson—Jace Malcom/Olika röstroller[9]
- Francis Guinan—Keeper/Olika röstroller[9]
- Robert Pine—Master Orgus Din/Olika röstroller[9]
- Olivia Hussey—Master Yuon Par/Olika röstroller[9]
- James Urbaniak—Ryler Dorant/Olika röstroller[9]
- Paul Darrow—Overseer Tremel/Olika röstroller[9]
- Doug Bradley—The Sith Emperor/Olika röstroller[9]
- Mary Stockley—Shara Jenn/Olika röstroller[9]
- Alex Fernandez—Addy Ingrol/Rickard Organa/Shar-Da/Trobec/Velan-Raz/Velasu Graege/Viray[10]/Olika röstroller[9]
- Adrienne Wilkinson—Gianna[10]/Olika röstroller[9]
- Amelia Jackson-Gray—Darial Thul/Corrin/Maro Vizhen[10]/Olika röstroller[9]
- Annie Silver—Sola[10]/Olika röstroller[9]
- Courtenay Taylor—Netula Phan/Aitalla Girard/Kalda Bliss/Casey Rix[10]/Olika röstroller[9]
- D.C. Douglas—Lekk-Ji/Kal Bedo/Bosann Lor'kor]/Zarik[10]/Olika röstroller[9]
- Eric McDowell—Jex[10]/Olika röstroller[9]
- Eric Nelsen—Viyo Kobbeth/Farn/Paul[10]/Olika röstroller[9]
- George Coe—Doctor Nasan Godera[10]/Olika röstroller[9]
- Gideon Emery—Revar/Tobin Harlan/Abdan-Sho/Alek Teral/Cavill Arin/Jule/Lokir-Ka/Peyton Swole/Sadoll/Winborn/Hunt/Narvusin[10]/Olika röstroller[9]
- Jerry Hauck—Director Rigel[10]/Olika röstroller[9]
- Jim Connor—Darmas Pollaran[10]/Olika röstroller[9]
- Jim Cummings—Master Oteg/General Skylast[10]/Olika röstroller[9]
- Julianne Grossman—Supreme Chancellor Leontyne Saresh[10]/Olika röstroller[9]
- Kiff VandenHeuvel—Skavak[10]/Olika röstroller[9]
- Kosha Engler—Darth Nurin[10]/Olika röstroller[9]
- Marie Westbrook—Ava Jaxo[10]/Olika röstroller[9]
- Montego Glover—Vye[10]/Olika röstroller[9]
- Quinton Flynn—Hunter[10]/Olika röstroller[9]
- Robert Clotworthy—Senator Evran/Supreme Chancellor Dorian Janarus[10]/Olika röstroller[9]
- Ron Bottitta—Calum/Harridax Kirill/Dolgis/Ganev[10]/Olika röstroller[9]
- Simon Templeman—General Threnoldt[10]/Olika röstroller[9]
- Vyvan Pham—Alilia/Mother Machine/Trea Kobbeth/Zora[10]/Olika röstroller[9]
- Zach Hanks—Carteri/Caspar Knowles/Gen Vizsca/Jomar Chul/Nikollan Kord/Nivi'sec/Sedni Maruk/Rossiker[10]/Olika röstroller[9]

Olika röstroller
- Ali Hillis / Armin Shimerman / Bianca Lawson / Cam Clarke / Clive Revill / Corey Burton / David Lodge / Fred Tatasciore / George Newbern / Graham McTavish / Greg Ellis / James Meredith / Jason Marsden / J. B. Blanc / Jonathan Davis / Josh Keaton / Julian Sands / Juliet Landau / Keith Szarabajka / Leigh-Allyn Baker / Lloyd Owen / Lola Glaudini / Malcolm Sinclair / Michael Massee / Nicholas Boulton / Nika Futterman / Paul Eiding / Peter Renaday / Phil LaMarr / Rebecca Soler / Robin Atkin Downes / Steven Brand / Thomas F. Wilson[9]